# Matthew Glave
Matthew Glave, né le 19 août 1963 à Saginaw (Michigan), est un acteur américain.

## Biographie
Matthew Glave a fait ses études supérieures à l'université de l'Ohio. Il est surtout connu pour ses rôles récurrents dans les séries télévisées Un drôle de shérif, Urgences, Stargate SG-1 et American Wives, ainsi que pour ses seconds rôles dans les films Wedding Singer : Demain, on se marie ! (1998) et Rock Star (2001).
Il est marié avec l'actrice Anita Barone et a deux filles.

## Filmographie

### Cinéma
- 1994 : Chasers : Rory Blanes
- 1994 : Bébé part en vadrouille : Bennington Cotwell
- 1998 : Wedding Singer : Demain, on se marie ! : Glenn Guglia
- 2001 : Rock Star : Joe Cole
- 2001 : Corky Romano : l'agent Brick Davis
- 2001 : Ricochet River : Frank Jukor
- 2008 : Max la Menace : le chauffeur des services secrets
- 2012 : Argo : le colonel Charles W. Scott
- 2012 : Blow Me
- 2018 : Dirt : Harvey Pearson
- 2020 : Le Goût du vin (Uncorked) de Prentice Penny
- 2023 : Big George Foreman de George Tillman Jr.

### Télévision
- 1992 : La Loi de Los Angeles (série télévisée, saison 6 épisode 16) : Robbie Richards
- 1994 : Diagnostic : Meurtre (série télévisée, saison 2 épisodes 9 et 10) : Roger Valin
- 1995 : JAG (série télévisée, saison 1 épisodes 1 et 2) : Lieutenant Jack Carter
- 1995-1996 : Un drôle de shérif (série télévisée, 7 épisodes) : Bud Skeeter
- 1996-2002 : Urgences (série télévisée, 15 épisodes) : Dr Dale Edson
- 1997 : Sœurs de cœur (téléfilm) : William King
- 1998 : New York Police Blues (série télévisée, saison 5 épisodes 15 et 16) : Jason
- 1999 : Millennium (série télévisée, saison 3 épisode 21) : Edward Cuffle
- 2000 : Charmed (série télévisée, saison 2 épisodes 12 et 20) : Dr Curtis Williamson
- 2002 : X-Files (série télévisée, saison 9 épisode La vérité est ici) : Kallenbrunner
- 2003 : The Shield (série télévisée, saison 2 épisode 6) : Mike
- 2005 : Hot Dog Family (série télévisée, 13 épisodes) : Rick Lackerson
- 2006 : Stargate SG-1 (série télévisée, 6 épisodes) : Colonel Paul Emerson
- 2007 : FBI : Portés disparus (série télévisée, saison 6 épisode 2) : Leo
- 2008-2009 : American Wives (série télévisée, 13 épisodes) : le lieutenant-colonel Evan Connor
- 2009 : Nip/Tuck (série télévisée, saison 6 épisodes 4 et 5) : Jerry
- 2009 : Earl (série télévisée, saison 4 épisode 20) : Wayne
- 2009 : Crash (série télévisée, 3 épisodes) : Bauer Lermontov
- 2011 : Desperate Housewives (série télévisée, saison 7 épisodes 11 et 13) : l'inspecteur Foster
- 2011 : Médium (série télévisée, saison 7 épisode 5) : Dr Heath Timlin
- 2011 : Esprits criminels (série télévisée, saison 6 épisode 14) : l'inspecteur Bailey
- 2011 : Zack et Cody, le film (téléfilm) : Dr Ronald Olsen
- 2011 : Revenge (série télévisée, saison 1 épisodes 2 et 20) : Bill Harmon
- 2012 : Les Experts : Miami (série télévisée, saison 10 épisode 17) : Larry Hopper
- 2012 : Touch (série télévisée, saison 1 épisode 11) : Frank Robbins
- 2012 : Raising Hope (série télévisée, saison 3 épisode 8) : Big W
- 2012-2013 : Shake It Up : J.J. Jones
- 2013 : Hell on Wheels : L'Enfer de l'Ouest (série télévisée, saison 3 épisode 2) : Dick Barlow
- 2013 : Shameless : (série télévisée, saison 3 épisode 9) : Scott Walker
- 2014 : Mad Men (série télévisée, saison 7 épisode 6) : Bill Hartley
- 2014 : Growing Up Fisher (série télévisée, 6 épisodes) : le principal Sloan
- 2014 : Marvel : Les Agents du SHIELD (série télévisée, saison 2 épisode 1) : Roger Browning
- 2014 : American Horror Story (série télévisée, saison 4 épisode 10) : Larry
- 2015- : Girlfriends' Guide to Divorce (série télévisée, 12 épisodes) : Gordon Beech
- 2015 : Truth Be Told  (série télévisée, 1 épisode) : Steve
- 2019 : NCIS : Enquêtes spéciales (série télévisée, saison 16 épisode 14) : Commandant de la Navy John McGee (père de Tim McGee)
- 2019 : Santa Clarita Diet (série télévisée, saison 3 épisode 4) : Bob Zekeman
- 2019 - présent : The Rookie : Le Flic de Los Angeles (série télévisée, 7 épisodes) : Oscar Hutchinson
- 2020 : Brews Brothers (série télévisée, saison 1 épisode 8) : Warren
- 2021 : Bronzeville (série télévisée, saison 2 épisode 5) : detective Joe Parkson
- 2021 : Rebel (série télévisée, 5 épisodes) : Tommy Flynn

## Voix françaises
En France, Mathieu Buscatto est la voix française régulière de Matthew Glave. Maurice Decoster l'a également doublé à six reprises.
En France
| - Mathieu Buscatto dans : - Charmed (série télévisée) - DOS : Division des opérations spéciales (série télévisée) - Stargate SG-1 (série télévisée) - FBI : Portés disparus (série télévisée) - American Wives (série télévisée) - Very Big Stress (en) - Nip/Tuck (série télévisée) - Crash (série télévisée) - Médium (série télévisée) - Esprits criminels (série télévisée) - Revenge (série télévisée) - Touch (série télévisée) - Raising Hope (série télévisée) - Hawaii 5-0 (série télévisée) - Mad Men (série télévisée) - Marvel : Les Agents du SHIELD (série télévisée) - All the Way (téléfilm) - Rosewood (série télévisée) - Narcos (série télévisée) - Better Things (série télévisée) - Dirt - Santa Clarita Diet (série télévisée) - The Way Back - Il croit au père Noël - Code Quantum (série télévisée) | - Maurice Decoster dans (les séries télévisées) : - Urgences - Desperate Housewives - Perception - Angie Tribeca - Very Bad Nanny - The Rookie : Le Flic de Los Angeles - Damien Boisseau dans : - Rude Awakening (série télévisée) - Zack et Cody, le film Et aussi - Éric Legrand dans JAG (série télévisée) - Éric Missoffe dans New York Police Blues (série télévisée) - Guillaume Orsat dans Les Associées (série télévisée) - Vincent Ropion dans Preuve à l'appui (série télévisée) - Bernard Gabay dans The Shield (série télévisée) - Paul Borne dans Will et Grace (série télévisée) - Pierre Laurent dans Hot Dog Family (série télévisée) - Guillaume Bourboulon dans Les Experts (série télévisée) - Thierry Ragueneau dans Cold Case : Affaires classées (série télévisée) - Loïc Houdré dans Parenthood (série télévisée) - Serge Biavan dans Safety - David Krüger dans Rebel (série télévisée) |